# Lamothe-Cassel
Lamothe-Cassel é uma comuna francesa na região administrativa de Occitânia, no departamento de Lot. Estende-se por uma área de 11,35 km². Em 2010 a comuna tinha 126 habitantes (densidade: 11,1 hab./km²).